# Santafé de Morichal
Santafé de Morichal es un centro poblado perteneciente al Corregimiento Morichal del municipio colombiano de Yopal, en el departamento de Casanare.
Este poblado se encuentra ubicado en el centro-sur del municipio de Yopal, en la cuenca baja del río Charte. En su territorio se presenta paisaje de sabana correspondiente a los Llanos Orientales de Colombia.